# F. H. Bradley
Francis Herbert Bradley OM, angleški filozof, smer britanski idealizem, * 30. januar 1846, Clapham, Surrey, Anglija, Združeno kraljestvo,  † 18. september 1924, Oxford, Oxfordshire.
Bil je predstavnik novoheglovske šole britanskega idealizma. Njegovo najbolj pomembno delo je bila Videz in resničnost (Appearance and Reality, 1893).

## Življenje
Bradley je bil rojen v Claphamu, takrat predmestju Londona, sedaj je to del območja osrednjega Londona). Bil je sin Charlesa Bradleyja, evangeličanskega pastorja in Emme Linton, Charlesove druge žene. Poznavalec Shakespearjevih del A. C. Bradley je bil njegov brat. V mladosti je obiskoval kolidža Cheltenham in Marlborough, kot najstnik pa je že začel brati Kantovo delo Kritika čistega uma. Leta 1865 se je vpisal na University College Univerze Oxford. Leta 1870, pa je začel poučevati na  kolidžu Merton v okviru Univerze Oxford, kjer je ostal do smrti leta 1924. Bradley je pokopan na pokopališču Holywell v Oxfordu.
Tekom njegovega življenja je bil Bradley spoštovan filozof. Bij je prvi britanski filozof, ki je prejel Red za zasluge (Order of Merit), kar je izjemna čast. Na Merton Collegu so mu pustili avtonomijo in ni imel nobenih pedagoških zadolžitev, zato je lahko bil neobremenjen pri pisanju. Znan je predvsem po njegovem nepluralističnem pristopu k filozofiji. Njegov pogled je videl monistično enotnost, ki presega ločnice med logiko, metafiziko in etiko. Dosledno je njegov pogled kombiniral monoizem in absolutni idealizem. Čeprav se Bradley ni imel za heglijanca so pri njem očitni vplivi heglove dialektike.

## Filozofija
Kot ostali britanski idealisti je zavračal zavračal utilitarizem in empirizem, ki sta bila jedro prevladujoče britanske filozofije. Kritike so letele na Johna Locka, Davida Huma in Johna Stuarta Milla. Namesto tega se je Bradley posredno navdihoval od nemških idealistov: Kanta, Fichteja in Friedricha Schellinga ter seveda Hegla.
1909 je Bradley objavil esej z naslovom O koherenčnosti resnice (On Truth and Coherence) v reviji Mind. Esej krizitira gotovost spoznanja v epistemologiji (infaliabilizem). Britanski poznavalec Hegla in heglijanstva Robert Stern trdi, da Bradley v prispevku ne zagovarja koherenčne teorije resnice na račun dokončnega upravičenja spoznanja, ampak kot kriterij za preverljivost resnice.

## Filozofija morale
Bradleyjev pogled na moralo je kritika utilitaristične etike in koristi kot vodila delovanja subjekta. Po njegovem je središčno vprašanje etike »Why should I be moral?« (Zakaj bi moral biti moralen).
Nasprotoval je radikalnemu individualizmu, kakršnega so predpostavljali utilitaristi. Morala je bila zanj predvsem družbeni pojav, prav tako ni mogoče posameznika/subjekta odmisliti od družbe . Bradley je trdil da naša moralna dolžnost temelji na potrebi rasti za naše idealno »dobrim jaz« (Good Self) v nasprotju z našim »slabim jaz« (Bad Self). Kakorkoli, priznal je da naša družba ne mora biti vir spoznanj za naše moralno delovanje, oziroma naše prizadevanje za uresničitev idealnega jaz-a. Na primer, družbe (societies) niso zaključene celote in s tem popolni sistemi za vsako moralno delovanje. Spremembe v moralnih delovanjih zato izhajajo iz kriterijev zunaj in ne znotraj teh družb. Glede moralnega delovanja in kultiviranja dobrega/socialnega jaza pripisuje velik pomen religiji.
Njegovi pogledi na socialni jaz se v njegovi teoriji morale ujemajo s stališči Fichteja, G.H. Meada in pragmatistov. Prav tako so združljivi s sodobnimi pogledi, kot so pogledi Richarda Rortyja in ne-individualističnih pristopov.

## Zapuščina in kritike
Britanski idealizem je po smrti Bradleyja, ki je ostal en od zadnjih nosilcev te paradigme, popolnoma izginil iz univerzitetnih kateder. Že pred tem ga je na prelomu stoletij sčasoma zamenjala ambicioznejša paradigma logičnega pozitivizma (tudi imenovanega logični empirizem), katere voditelja prve generacije sta bila George Edward Moore in Bertrand Russell. Bradleyja je silovito kritiziral tudi član druge generacije logičnega pozitivizma Alfred Ayer v delu Jezik, resnica in logika (Language, Truth and Logic, 1936). V zadnjih letih pa se je pojavil preporod zanimanja za Bradleyja in njegovo idealistično filozofijo.
Leta 1914 je T. S. Eliot je napisal disertacijo za doktorsko nalogo iz oddelka za filozofijo na Univerzi v Harvardu o Bradleyu. Naslovljena je bila »Knowledge and Experience in the Philosophy of F. H. Bradley« (Znanje in izkustvo v filozofiji F. H. Bradleya). Zaradi napetosti, ki so vodile do začetka prve svetovne vojne, se Eliot ni moral vrniti na Harvard, da bi branil dizertacijo, zaradi česar ni univerza nikoli potrdila njegovega doktorata.

## Dela
- Spisi o etiki (Ethical Studies, 1876), Oxford: Clarendon Press, 1927, 1988.
- Predpostavke o kritiki zgodovine (The Presuppositions Of Critical History, 1876), Chicago: Quadrangle Books, 1968.
- Načela logike (The Principles of Logic, 1883), London: Oxford University Press, 1922. (Volume 1)/(Volume 2)
- Videz in resničnost (Appearance and Reality, 1893), London: S. Sonnenschein; New York: Macmillan. (1916 edition)
- Eseji o videzu in resničnosti (Essays on Truth and Reality), Oxford: Clarendon Press, 1914.
- Eseji (Collected Essays), vols. 1-2, Oxford: Clarendon Press, 1935.